# Moses G. Leonard

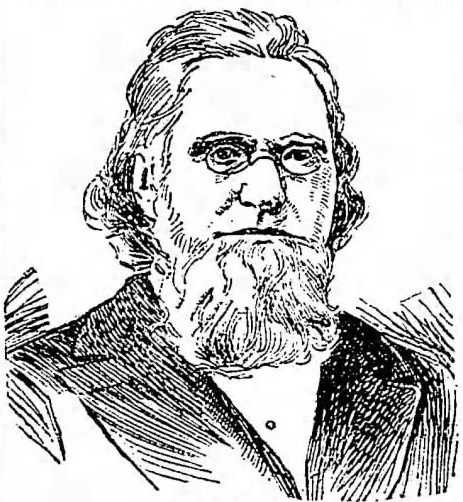
Moses G. Leonard, 1899

Moses Gage Leonard (* 10. Juli 1809 in Stafford, Connecticut; † 20. März 1899 in Brooklyn, New York) war ein US-amerikanischer Jurist und Politiker. Zwischen 1843 und 1845 vertrat er den Bundesstaat New York im US-Repräsentantenhaus.

## Werdegang
Moses Gage Leonard wurde ungefähr drei Jahre vor dem Ausbruch des Britisch-Amerikanischen Krieges in Stafford geboren und wuchs dort auf. In dieser Zeit besuchte er öffentliche Schulen. Dann zog er nach New York City. Zwischen 1840 und 1842 war er City Alderman und Richter am City Court. Politisch gehörte er der Demokratischen Partei an.
Bei den Kongresswahlen des Jahres 1842 wurde er im fünften Wahlbezirk von New York in das US-Repräsentantenhaus in Washington, D.C. gewählt, wo er am 4. März 1843 die Nachfolge von Richard D. Davis antrat. Im Jahr 1844 erlitt er bei seiner Wiederwahlkandidatur eine Niederlage und schied nach dem 3. März 1845 aus dem Kongress aus.
Danach war er 1846 als Altenheimbeauftragter (almshouse commissioner) tätig. Er war Inhaber und Leiter von Eisunternehmen sowie Einwanderungsbeauftragter (commissioner of immigration) im Port of New York. Leonard zog nach San Francisco (Kalifornien), wo er 1850 im Stadtrat saß. Später kehrte er nach New York zurück. Während des Bürgerkrieges war er als Kommandeur der Militärpolizei (provost marshal) im zehnten Wahlbezirk tätig. Er verstarb am 20. März 1899 in Brooklyn und wurde dann auf dem Oak Hill Cemetery in Nyack beigesetzt.